# Y. S. Jaganmohan Reddy

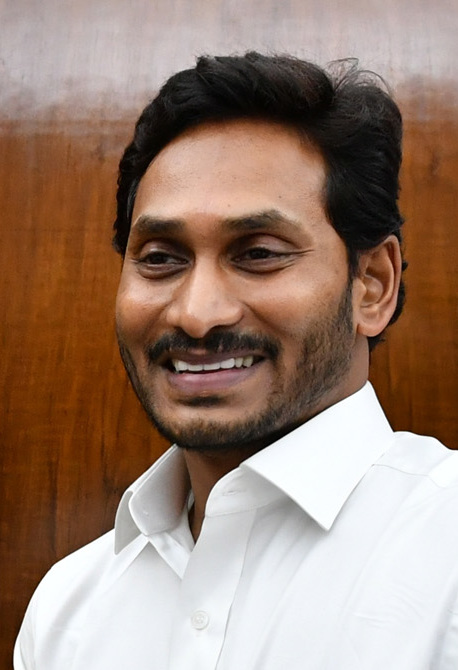
Jaganmohan Reddy (2019)

Y. S. Jaganmohan Reddy (Telugu వై.ఎస్. జగన్మోహన్ రెడ్డి; * 21. Dezember 1972 in Pulivendula, Andhra Pradesh) ist ein indischer Politiker und Parteiführer der von ihm gegründeten YSR Congress Party. Seit dem 30. Mai 2019 ist er Chief Minister des Bundesstaats Andhra Pradesh. Schon sein Vater Y. S. Rajasekhara Reddy (populär abgekürzt „YSR“) war von 2004 bis 2009 Chief Minister von Andhra Pradesh gewesen.

## Biografie
Y. S. Jaganmohan Reddy wurde im damaligen Distrikt Kadapa (heute Distrikt YSR) als Sohn des Politikers Y. S. Rajasekhara Reddy und dessen Frau Vijaylakshmi geboren. Die Familie entstammt der in Andhra Pradesh zahlenmäßig starken Kaste der Reddy, die zu den „fortgeschrittenen“ (d. h. sozioökonomisch entwickelten) Kasten (forward castes) gerechnet wird. Sein Vater war von Beruf Arzt, wandte sich aber später der Politik zu und gehörte zu den führenden Politikern der Kongresspartei in Andhra Pradesh. Der Sohn besuchte die Schule in Hyderabad und anschließend das Nizam College, wo er den Grad eines Bachelor of Commerce (B.Com.) und einen Master of Business (MBS) erwarb. Anschließend war er als Geschäftsmann tätig. Am 23. Oktober 1998 gründete er im benachbarten Bundesstaat Karnataka in Bangalore das Energieunternehmen Sandur Power Company.
Nachdem sein Vater im Jahr 2004 zum Chief Minister von Andhra Pradesh gewählt worden war, stieg Jaganmohan Reddy ebenfalls in die Politik ein. Möglicherweise auch zur publizistischen Unterstützung seiner politischen Ambitionen erwarb sein Unternehmen Sandur Power Company im Jahr 2009 Minderheitenanteile am Telugu-Fernsehsender Indira Television.
Bei der gesamtindischen Parlamentswahl 2009 wurde Reddy im Wahlkreis 27-Kadapa für die Kongresspartei in die Lok Sabha gewählt.

### Führungskrise der Kongresspartei in Andhra Pradesh nach 2009

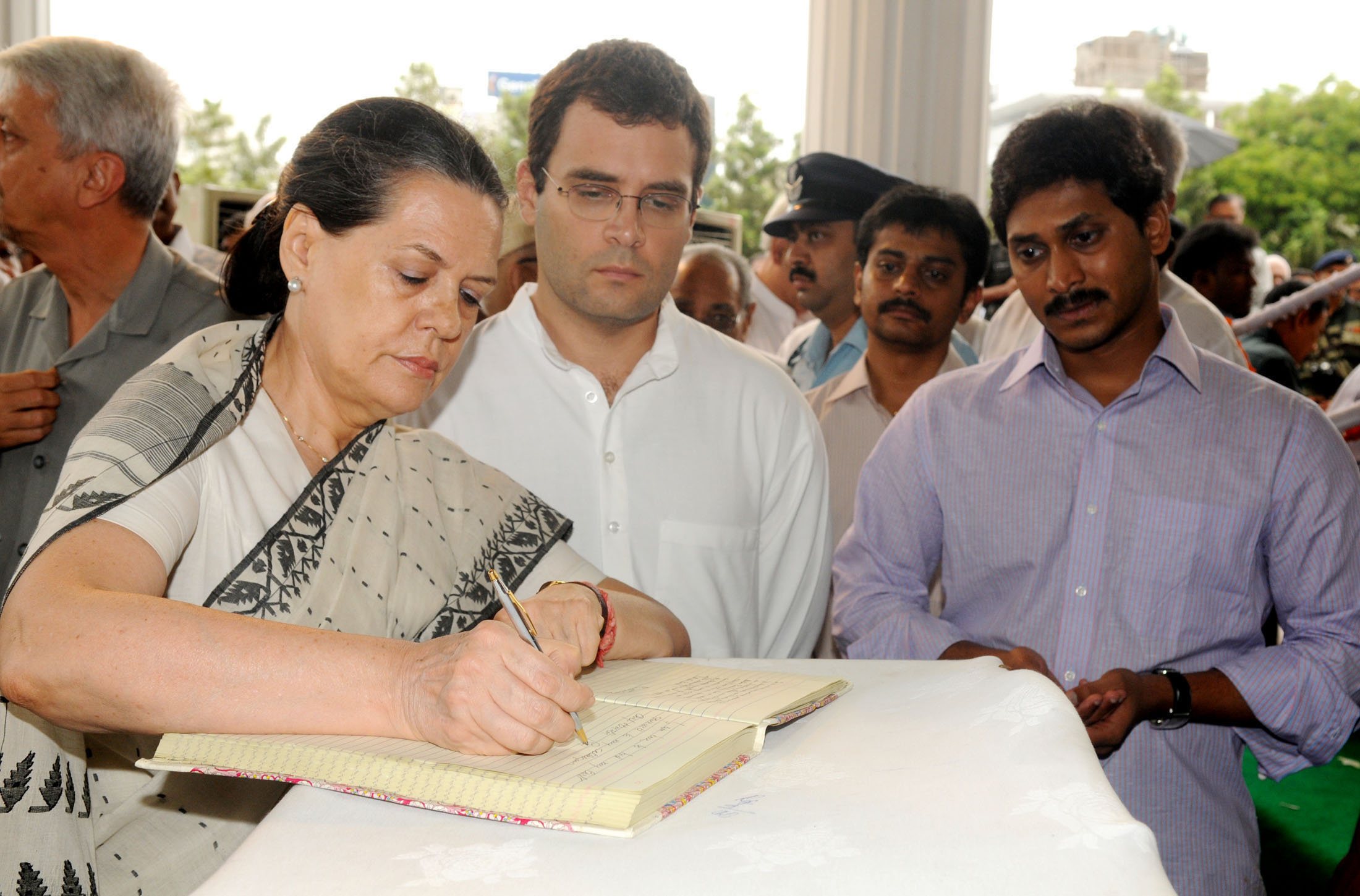
Kondolenzbesuch von Sonia Gandhi und Rahul Gandhi in Andhra Pradesh am 4. September 2009. Rechts Jaganmohan Reddy

Am 2. September 2009 kam Jaganmohans Vater, der amtierende Chief Minister Andhra Pradeshs, bei einem Hubschrauberabsturz in den Ostghats ums Leben. Das Ereignis löste erhebliche Erschütterungen in Andhra Pradesh aus. Nach Medienberichten starben in ganz Andhra Pradesh mehr als 100 Personen aufgrund eines „Schocks“ oder nahmen sich aus Anteilnahme am Unglück das Leben. Diese Zahlen wurden allerdings von regierungskritischen Medien in Frage gestellt oder relativiert. Es stellte sich die Frage nach der künftigen Führung der Kongresspartei in Andhra Pradesh und die Nachfolgefrage für das Amt des Chief Ministers. Nach inoffiziellen Berichten sprach sich die Mehrheit der Kongressparteiabgeordneten für YSRs Sohn Jaganmohan als neuen Chief Minister aus. Die Kongressparteiführung in Delhi unter Sonia Gandhi entschied sich jedoch für den 79-jährigen K. Rosaiah als neuen Chief Minister. Die endgültige Nachfolgeregelung sollte nach Ende der Trauerzeit gefällt werden. Jaganmohan Reddy verhielt sich zunächst loyal und kündigte an, jede Entscheidung der Parteiführung in Delhi akzeptieren zu wollen. Am 29. September 2009 entschied sich die Parteiführung endgültig für K. Rosaiah als neuen Chief Minister. Jaganmohan erklärte seine Absicht, eine Trauerreise (Odarpu Yatra) durch Andhra Pradesh unternehmen zu wollen, um die Hinterbliebenen der nach dem Tod seines Vaters Verstorbenen zu trösten. Er folgte damit in gewisser Weise dem Beispiel seines Vaters, der in den Jahren 2002 und 2003 zu politischen Zwecken jeweils 2200 bzw. 1600 Kilometer lange Yatras durch den Bundesstaat unternommen hatte. Nach Ansicht politischer Kommentatoren hatten diese Yatras entscheidend zu YSRs Popularitätssteigerung und zu dessen anschließender Wahl zum Chief Minister beigetragen. Die Kongressparteiführung in Delhi sprach sich gegen die Yatra aus. Nach längeren ergebnislosen Verhandlungen begann Jaganmohan seine Yatra entgegen dem erklärten Wunsch der Parteiführung. Die Parteiführung instruierte die Kongressparteianhänger, sich nicht an der Yatra zu beteiligen, und drohte mit disziplinarischen Maßnahmen, was aber nur teilweise Erfolg hatte.
Am 19. November 2010 strahlte Jaganmohans Sakshi-Fernsehkanal eine Sendung aus, in der mit der Kongresspartei-geführten Regierung in Delhi extrem kritisch zu Gericht gegangen wurde. In der Sendung wurden rhetorische Fragen gestellt, wie „Sonia auf die Korruptionsvorwürfe regieren werde, von denen die UPA-Regierung heimgesucht“ werde, und ob der Kongress „an Korruption ersticken“ werde. In der folgenden Woche erklärte Chief Minister K. Rosaiah seinen Rücktritt vom Amt des Chief Ministers, da er die in Unruhe geratene Partei nicht mehr unter Kontrolle bringen konnte. Die Kongressparteiführung ernannte N. Kiran Kumar Reddy zu seinem Nachfolger. Daraufhin erklärte Jaganmohan Reddy, der damit ein zweites Mal bei der Nachfolgeregelung übergangen worden war, in einem offenen Brief an Sonia Gandhi am 29. November 2010 seinen Austritt aus der Kongresspartei und kündigte eine Woche später in seinem Heimatort Pulivendula die Gründung einer neuen Partei an. Am 29. November 2010 gab er auch sein Parlamentsmandat in der Lok Sabha zurück.

### Gründung der YSR Congress Party
Da der Wunschname ‚YSR Congress Party‘ (YSRCP) für die neue Partei schon vergeben war – im Juli 2010 hatte K. Shiva Kumar aus Nalgonda eine Partei dieses Namens registrieren lassen – übernahm Jaganmohan vermutlich gegen eine finanzielle Kompensation von K. Shiva Kumar diese schon existierende Partei und wurde am 16. Februar 2011 durch die Indische Wahlkommission als deren Parteipräsident anerkannt. „YSR“ sollte an den verstorbenen Chief Minister erinnern, stand aber offiziell für Yuvajana, Shramika, Rythu (Telugu యువజన శ్రామిక రైతు, „Jugend, Arbeiter und Bauern“).
Am 13. Juni 2011 wurde Jaganmohan Reddy für die YSRCP in einer Nachwahl erneut im Wahlkreis 27-Kadapa in die Lok Sabha gewählt, nachdem der dortige Mandatsinhaber zurückgetreten war.

### Korruptionsanklage und Inhaftierung

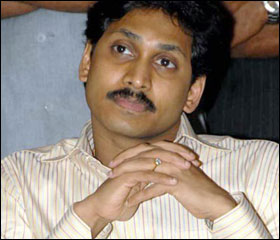
Jaganmogan Reddy (2011)

Im Vorfeld der Nachwahl im Wahlkreis 27-Kadapa musste Jaganmohan Reddy als Kandidat seine Vermögensverhältnisse offenlegen und deklarierte ein Vermögen von 365 crore Rupien (mehr als 50 Millionen Euro). Dieses große Vermögen rief Erstaunen hervor und wies ihn als einen der reichsten Politiker Indiens aus. Im Jahr 2004 hatte er bei der Einkommensteuer noch ein Vermögen von 9,18 lakh Rupien (etwa 13.000 EUR) angegeben, bei seiner Wahl 2009, am Ende der ersten Amtszeit seines Vaters dann 77 crore INR (ca. 11 Mio. EUR) deklariert, die bis 2011 auf die erwähnte Summe angestiegen waren. Die Vermögensangaben Reddys wiesen eine Vielzahl von Firmbeteiligungen an Bau-, Energie- und Technologieunternehmen aus.
Der Minister für die Öffentliche Unternehmen, Kleingewerbe und Textilindustrie im amtierenden Kabinett von Chief Minister N. Kiran Kumar Reddy, P. Shankar Rao (Kongresspartei) reichte beim High Court von Andhra Pradesh eine Eingabe ein, dass die Herkunft des Vermögens durch das Central Bureau of Investigation (CBI), die indische Bundespolizeibehörde, genauer untersucht werden solle. Zeitgleich gingen drei entsprechende Eingaben von Abgeordneten der Telugu Desam Party (TDP) aus dem Parlament von Andhra Pradeshs beim High Court ein. Die erhobenen Vorwürfe lauteten auf unrechtmäßige Bereicherung Jaganmohans während der Amtszeit seines Vaters. Das Obergericht entsprach den Eingaben und ordnete am 10. August 2011 eine eingehende Untersuchung der Vermögensverhältnisse Jaganmohan Reddys durch das CBI an.
Die sich anschließend entwickelnde Untersuchung durch das CBI nahm umfangreiche Ausmaße an. Am 17. Mai 2011 wurde ein Verfahren gegen Reddy und 74 weitere Personen unter den Artikeln 120-B (kriminelle Verschwörung), 420 (Betrug), 409 (krimineller Vertrauensbruch) und 477A (Bilanzfälschung) des indischen Strafgesetzbuchs (Indian Penal Code) eröffnet. Konkret wurde Reddy vorgeworfen, im Gegenzug für die Vergabe öffentlicher Aufträge oder sonstiger Vergünstigungen (Bauland etc.) während der Amtszeit seines Vaters Bestechungsgelder angenommen zu haben, die dann über ein Netz von Scheinfirmen zum Teil im Ausland (Mauritius, Dubai, Luxemburg etc.) bzw. Schein-Transaktionen gewaschen worden seien. In diesem Zusammenhang wurden auch schwere Vorwürfe gegen den verstorbenen Chief Minister YSR geäußert, der zusammen mit dem Sohn ein kriminelles Duo gebildet habe. Am 27. Mai 2012 wurde Jaganmohan Reddy durch CBI-Beamte verhaftet. Ein Antrag auf Haftverschonung gegen Kaution wurde am 24. Dezember 2012 vom Andhra Pradesh High Court abgelehnt. Am 24. September 2013 wurde er nach 18 Monaten Haft gegen Kaution wieder aus dem Gefängnis entlassen. Jaganmohan Reddy bestritt alle Vorwürfe und er und seine Anhänger sprachen von einer Kampagne seiner politischen Gegner. Die Vorwürfe seien erst erhoben worden, nachdem Reddy die Kongresspartei verlassen habe.

### Entwicklungen seit 2013
Sein unklarer plötzlicher Reichtum und die zeitweilige Inhaftierung schadeten der Popularität Reddys in der Bevölkerung Andhra Pradeshs nicht nachhaltig. Bei der gesamtindischen Parlamentswahl 2014 und der parallel dazu am 30. April und 7. Mai 2014 stattfindenden Wahl des Parlaments von Andhra Pradesh gewann seine YSRCP neun der 25 Wahlkreise im noch ungeteilten Bundesstaat (acht im Landesteil Andhra, einen in Telangana), sowie mit 27,9 % der Wählerstimmen 70 der 294 Wahlkreise zum Bundesstaatsparlament (67 in Andhra, 3 in Telangana).
Im Gegenzug zu den gegen ihn anhängigen Korruptionsverfahren veröffentlichte Jaganmohan Reddy im Juli 2017 ein 200-seitiges Buch über den amtierenden Chief Minister N. Chandrababu Naidu (TDP), in dem vermeintliche Skandale der TDP-Regierung aufgelistet und Naidu als „Kaiser der Korruption“ bezeichnet wurde.
Nach seiner Haftentlassung nahm Reddy das Projekt seiner Yatra wieder auf. Diese zog sich über 341 Tage hin, begann in Idupulapaya im Distrikt Kadapa am 6. November 2017 und endete in Ichchapuram im Distrikt Srikakulam am 9. Januar 2019. Dabei legte er 3648 Kilometer zurück.
Am 25. März 2019, im Vorfeld der anstehenden Parlamentswahl in Indien und der parallel dazu stattfindenden Wahl zum Parlament von Andhra Pradesh reichte die Parteiführung der rivalisierenden Telugu Desam Party eine Beschwerde bei der Indischen Wahlkommission ein, dass Reddy seine Medienmacht in unrechtmäßiger Weise für eine unfaire Berichterstattung einsetzen würde. Bei der Wahl am 11. April 2019 gewann die YSRCP annähernd 50 Prozent der Stimmen und 151 der 175 Wahlkreismandate (86 %) im Parlament von Andhra Pradeshs. Außerdem gewann sie 22 der 25 Lok-Sabha-Wahlkreise.
Am 30. Mai 2019 wurde Reddy als neuer Chief Minister von Andhra Pradesh vereidigt.

## Privates
Reddy ist seit 1996 mit Bharathi Reddy verheiratet und hat mit ihr zwei Töchter. Reddy entstammt einer christlichen Familie und gehört damit einer kleinen religiösen Minderheit in Andhra Pradesh an. Zu seiner Konfession gibt es in den Medien widersprüchliche Angaben (katholisch oder protestantisch). Zeitweilig kursierten im Internet Videos und Berichte, die seine Konversion zum Hinduismus behaupteten, bzw. belegen sollten. Diese wurden jedoch als Falschmeldungen entlarvt. Seine politischen Gegner versuchten wiederholt, seine Religionszugehörigkeit für politische Zwecke auszunutzen, indem sie ihn beispielsweise der Missachtung von Hindu-Gepflogenheiten beschuldigten. Aus dem hindunationalistischen Lager wurde ihm wiederholt vorgeworfen, systematisch die Konversion von Hindus zum Christentum zu betreiben. Außerdem wurde suggeriert, dass er als Christ kein richtiger Angehöriger der Reddy-Kaste sein könne.